# Greenhalgh-with-Thistleton
Greenhalgh-with-Thistleton est une paroisse civile du Lancashire, en Angleterre.